# Victor Robinson

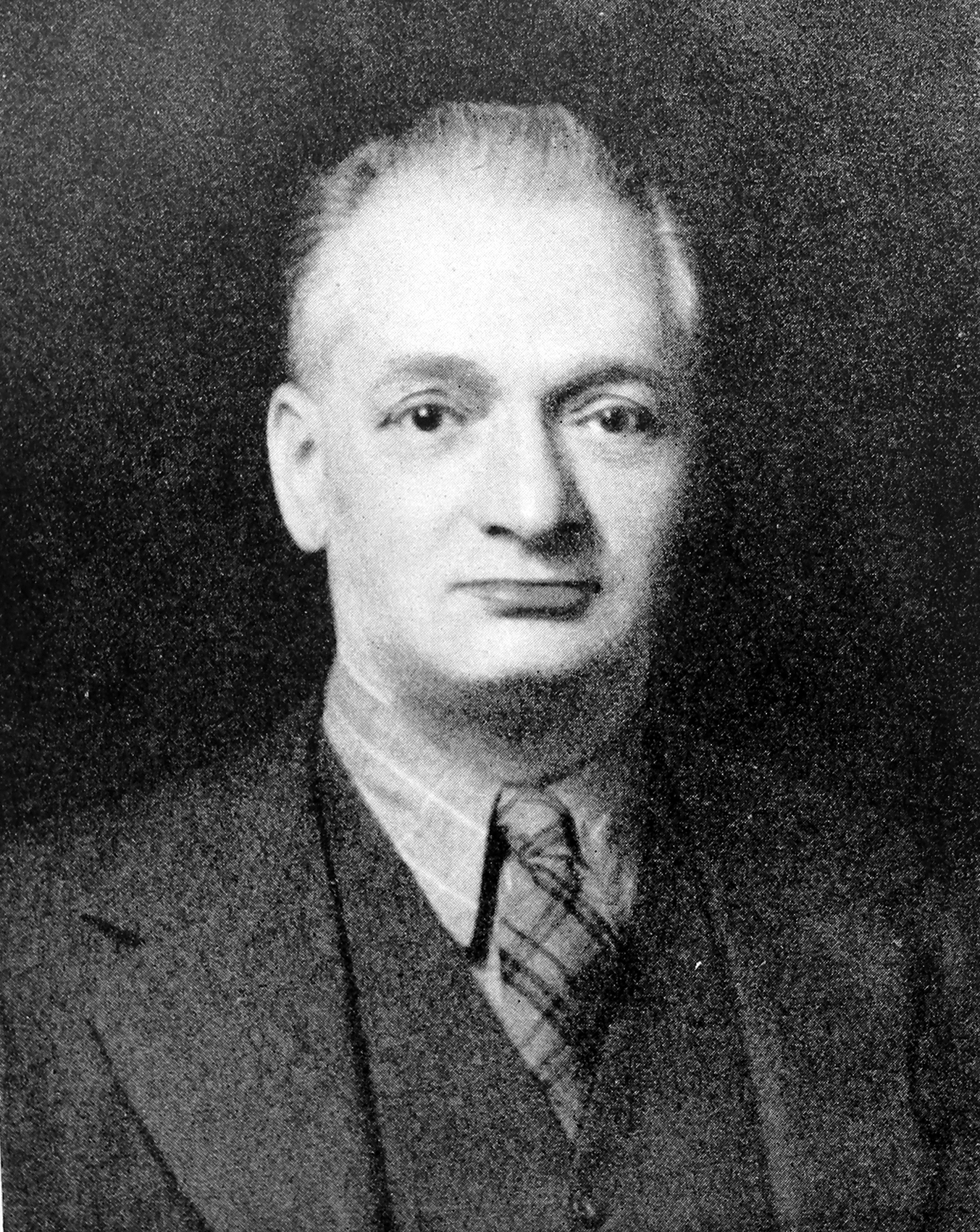
Victor Robinson

Victor Robinson (* 16. August 1886 in der Ukraine; † 15. Januar 1947 in New York) war ein US-amerikanischer Pharmazeut, Arzt und Medizinhistoriker.

## Leben und Wirken
In der Ukraine geboren, kam Victor als Kind in die USA, wo sein Vater, der Hautarzt Dr. William J. Robinson ein früher Verfechter der Geburtenregelung wurde. Es dauerte lange, bis Victor seine wahre Berufung gefunden hatte. Zunächst studierte er zwei Jahre lang an der «New York University Law School» und wechselte dann in das Fach der Pharmazeutischen Chemie (Ph.G. 1910 von der «New York College of Pharmacy»; Ph.C. 1911 von der «Columbia University»). Schließlich erhielt er 1917 seinen M.D. vom «Chicago College of Medicine and Surgery». Er hatte das Glück, dass er nie seinen Lebensunterhalt verdienen musste und so praktizierte er weder als Jurist, noch als Pharmazeut, noch als Arzt, sondern er studierte und lehrte Medizingeschichte.
„Es gibt nichts in meiner Karriere, um eine Werbeabteilung zu begeistern. Vater war ein wohlhabender Arzt, und der Autor wurde in einem bürgerlichen Haushalt mit Komfort und Kultur erzogen. Ich bin nie auf der Suche nach einem Job durch die Straßen gelaufen (hatte nie einen Job); hatte nie Hunger (außer zwischen den Mahlzeiten) und wurde noch nie verhaftet (bis jetzt). Also, Sie sehen: ich bin nicht ‚wohlgeraten‘.“
1920 gründete Victor Robinson die erste Monatszeitschrift für Geschichte der Medizin «Medical Life», die er bis 1938 herausgab. An der Temple University in Philadelphia war er ab 1929 unbezahlter Professor für Geschichte der Medizin und ab 1937 Dozent für Geschichte der Krankenpflege. Seinen Wohnsitz in New York behielt er, und so pendelte er zu seinen Vorlesungen zwischen New York und Philadelphia. Am 15. Januar 1947 starb er in seiner Wohnung an einem Herzinfarkt.
Henry E. Sigerist hatte Robinson 1931 in Amerika getroffen. In den 1940er Jahren erinnerte er sich daran:
„Ich war erstaunt zu sehen, dass du nicht die Anerkennung bekamst, die du verdientest. Das Fach Medizingeschichte war damals etwas aristokratisch und eingeschränkt und du hattest ein Buch über einen so gottlosen Menschen wie Kropotkin geschrieben, über einen Anarchisten wie Sacco und Vanzetti. Du warst ein Kämpfer und Reformer, interessiert an vielen Themen, die nicht als orthodox angesehen wurden.“

## Werke (Auswahl)
- William Godwin and Mary Wollstonecraft. The Altrurians, New York 1907
- Comrade Kropotkin. The Altrurians, New York 1908 (Digitalisat)
- Pathfinders in medicine. Medical review of reviews, New York 1912 (Digitalisat)
- An essay on hasheesh : including obeservations and experiments. Medical review of reviews, New York 1912 (Digitalisat)
- The Don Quixote of psychiatry. Historico-medical press, New York 1919 (Digitalisat)
- Pioneers of birth control in England and America. Voluntary parenthood leage, New York 1919 (Digitalisat)
- The life of Jacob Henle. N.Y. Medical Life Company, New York 1921 (Digitalisat)
- The story of Medicine. The New Home Library, New York 1931; Reprint 1944  (Digitalisat). Übersetzungen ins Spanische und Italienische
- Syllabus of Medical History. Froben Press, New York 1933 (Digitalisat)
- (Als Herausgeber): Encyclopaedia sexualis. A Comprehensive Encyclopedia-Dictionary of the Sexual Sciences. Dingwall-Rock, New York 1936 (Digitalisat)
- Victory over pain. A History of Anästhesia. Henry Schuman, New York 1946
- White caps. The story of Nursing. J. B. Lippincott, Philademphia & New York 1946 (Digitalisat)